# ヴェヌーシア・R50
R50は、東風日産が製造、ヴェヌーシアブランドで販売していた自動車である。

## 概要
2011年11月、広州モーターショーでヴェヌーシアブランドで最初の量産車として初披露された。